# ザ・ブレイヴリー
ザ・ブレイヴリー (The Bravery) は、アメリカ・ニューヨークに拠点を置く5人組のバンド。ポストパンクから影響を受けたダンサブルなパンクサウンドを特徴とする。

## 概要
2003年初めにニューヨークで結成。ボーカルでバンドの中心人物のサムはワシントンD.C.郊外のメリーランドで育ち、フガジ（Fugazi）、ジョウボックス（Jawbox）といったエモのバンドのライヴを見て、現地のポスト・パンク・シーンの影響を多大に受け、その自分たちでやるという倫理に感銘した。彼はそれを取り入れて独自の哲学を作り上げ、バンドに注ぎ込んだ。結成した年の真夏にブルックリンのストリンガー・クラブで初ライヴを行い、本格的に活動を開始。その1年後、米アーリン・グロセリーでの定期ライヴをソールド・アウトにした。
2005年、バンドはアイランド・レコードと契約しデビューアルバム『ザ・ブレイヴリー』をリリース。バンドはNMEの表紙を飾り、ローリング・ストーン誌で「注目すべき10アーティスト」に選ばれ、全英チャート5位、全米チャート18位でのアルバム・デビューを飾った。
2007年、2ndアルバム『The Sun and the Moon』をリリース。
2009年、3rdアルバム『Stir the Blood』をリリース。
2011年のUKツアーを最後に活動休止。活動休止期間中は、メンバーそれぞれ別々の活動を行った。ブルルチッチは、モリッシーやウィーザーのツアーに参加。ヒンデルトは自主レーベル、Merrifield Recordsを立ち上げた。コンウェイはワイン醸造家になり、ザカリンは音楽以外の仕事を追求した。エンディコットは、新しく始めたThe Mercy Beatというバンドでボーカルを担当し、ブルルチッチもこのバンドにドラムで参加した。2014年に、エンディコットが公式サイトとFacebookで声明を発表し、メンバーそれぞれが別々の道を歩んでいることと、将来的な活動の予定がないことを明かした。
2021年7月、公式サイトと各SNSで活動再開を発表した。

## メンバー
- サム・エンディコット (Sam Endicott) - ボーカル、リズムギター
- ジョン・コンウェイ (John Conway) - キーボード、コーラス
- アンソニー・ブルルチッチ (Anthony Burulcich) - ドラム、コーラス
- マイケル・ザカリン (Michael Zakarin) - リードギター、コーラス
- マイク・ヒンデルト (Mike Hindert) - ベース、コーラス

## ディスコグラフィ
スタジオ・アルバム
- ザ・ブレイヴリー / The Bravery (2005年)
- The Sun and the Moon (2007年)
- Stir the Blood (2009年)